# الخطوط الجوية الأوزبكية
الخطوط الجوية الأوزبكية (بالأوزبكية: Oʻzbekiston Havo Yoʻllari)(الروسية: Узбекские Авиалинии) هي شركة الطيران الوطنية في أوزبكستان، يقع مقرها الرئيسي في العاصمة طشقند، وتتخذ من مطار طشقند الدولي مركزاً لعملياتها، تأسست الخطوط الجوية الأوزبكستانية سنة 1992، وتقدم الشركة خدماتها إلى أكثر من 50 وجهة في آسيا، أوروبا وأمريكا الشمالية على متن طائرات أسطولها المكون من 29 طائرة من مختلف الطرازات.

## الوجهات
منذ تأسيسها، ركزت الخطوط الجوية الأوزبكستانية خدمة الركاب على أوروبا الغربية والمواقع الدولية الأخرى. تعمل معظم الرحلات الدولية من طشقند ، على الرغم من وجود خدمات دولية إلى مدن أوزبكية أخرى. الناقل ليس شريكًا في تحالف طيران.

### اتفاقية الرمز المشترك
لدى الخطوط الجوية الأوزبكستانية اتفاقية الرمز المشترك مع الشركات التالية:
- طيران البلطيق[9]
- طيران بيلافيا
- كوريا للطيران
- الخطوط الجوية الماليزية[10]
- خطوط إس سفن
- الخطوط الجوية التركية[11][12][13]
- خطوط أورال الجوية

### الاتفاقيات المشتركة
أبرمت الخطوط الجوية الأوزبكستانية اتفاقيات مشتركة مع شركات الطيران التالية:
- AccesRail (سكة حديد)
- إيروفلوت
- طيران أستانا
- طيران البلطيق
- طيران أوروبا
- الخطوط الجوية الفرنسية
- خطوط كل اليابان الجوية
- APG Airlines
- خطوط أركيا
- خطوط آسيانا الجوية
- الخطوط الجوية الأذربيجانية
- طيران بانكوك
- طيران بيلافيا
- خطوط جنوب الصين الجوية
- الخطوط الجوية التشيكية
- خطوط دلتا الجوية
- الاتحاد للطيران
- طيران ناس
- غارودا إندونيسيا
- Hahn Air
- أيبيريا (شركة طيران)
- الخطوط الجوية اليابانية
- الخطوط الجوية الملكية الهولندية
- كوريا للطيران
- لوفتهانزا
- الخطوط الجوية الماليزية
- كانتاس
- الخطوط الجوية القطرية
- خطوط إس سفن
- الخطوط الجوية السنغافورية
- الخطوط الجوية السريلانكية
- الخطوط الجوية الدولية التايلاندية
- الخطوط الجوية التركية
- الخطوط الجوية الدولية الأوكرانية
- خطوط أورال الجوية

## الأسطول

### الأسطول الحالي

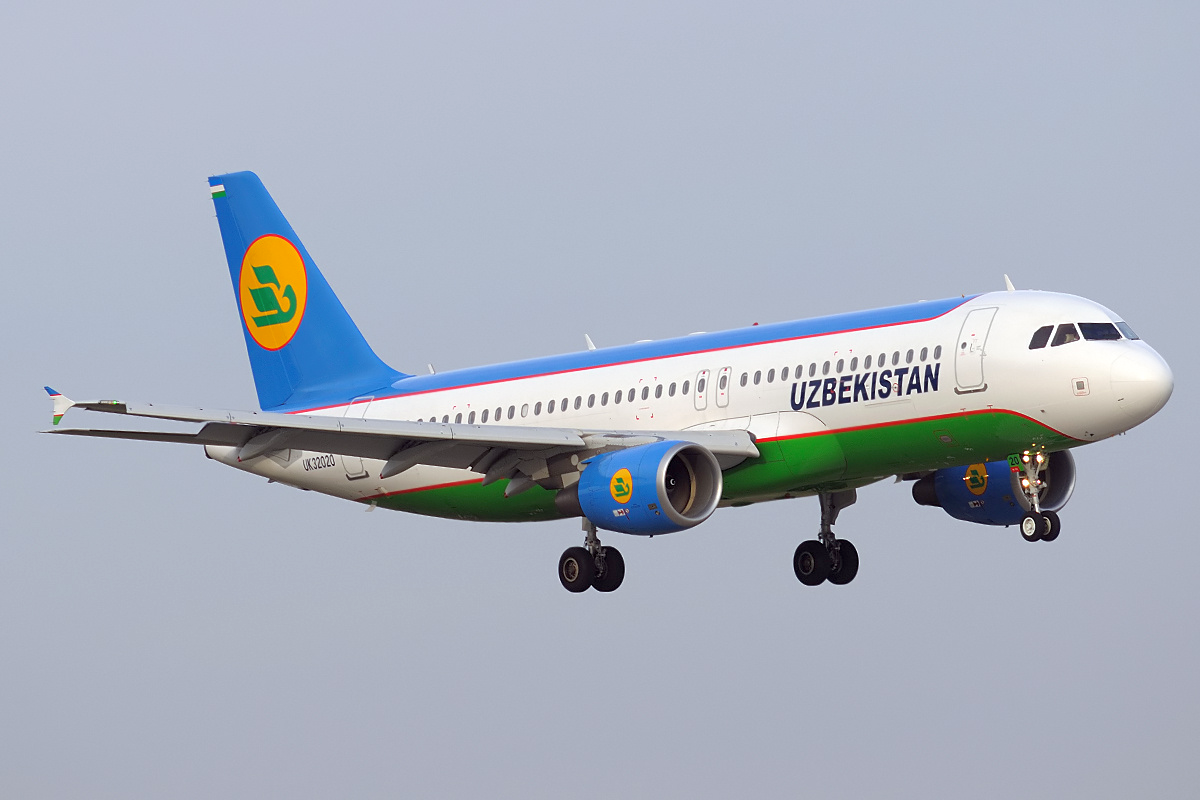
طائرة إيرباص إيه 320 تابعة للشركة

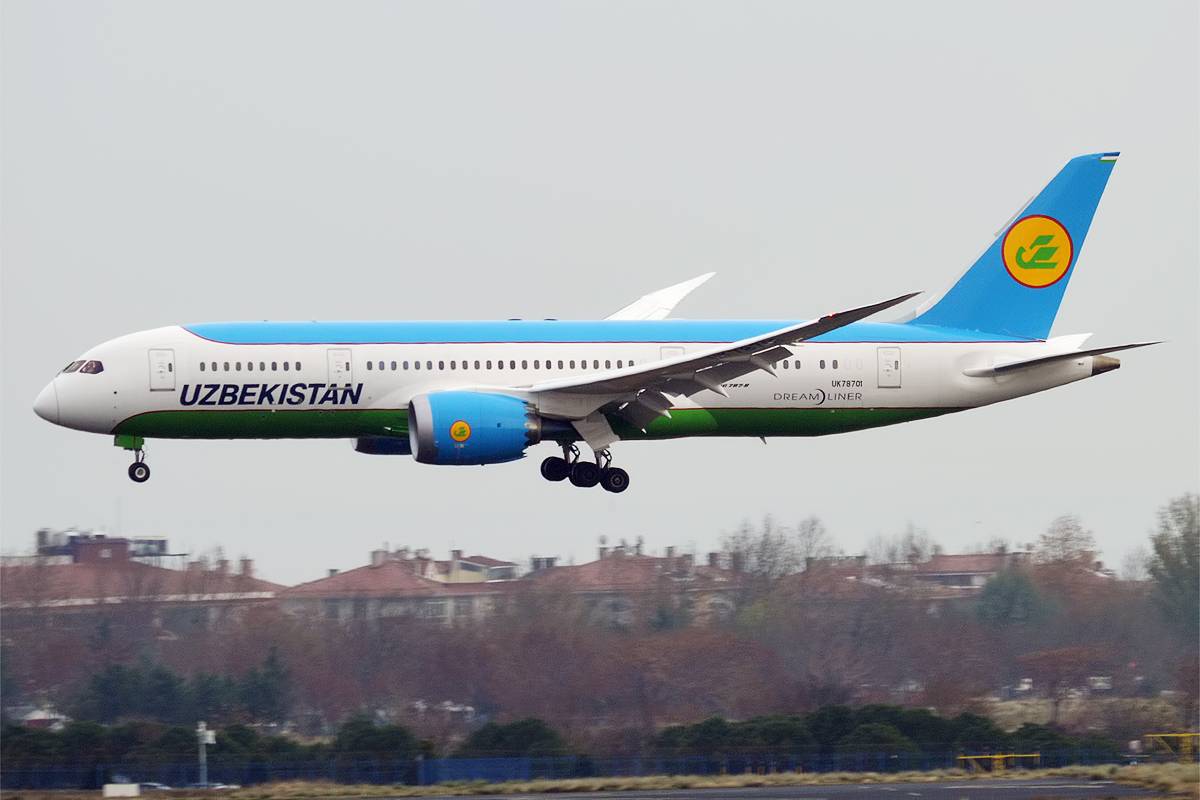
طائرة بوينغ 787 تابعة للشركة

اعتبارًا من مارس 2020، تقوم شركة الطيران بتشغيل الطائرات التالية:
| الطائرة                               | في الخدمة | مطلوبة | الركاب       | الركاب     | الركاب     | ملاحظات                                |  |
| الطائرة                               | في الخدمة | مطلوبة | رجال الأعمال | السياحية   | المجموع    | ملاحظات                                |  |
| ------------------------------------- | --------- | ------ | ------------ | ---------- | ---------- | -------------------------------------- |  |
| إيرباص إيه 320                        | 10        | —      | 12           | 138        | 150        | طائرة واحدة تعمل لحساب حكومة أوزبكستان |  |
| إيرباص إيه 320 نيو                    | 2         | 8      | 12           | 138        | 150        |                                        |  |
| إيرباص إيه 321 نيو                    | —         | 4      | يعلن لاحقا   | يعلن لاحقا | يعلن لاحقا |                                        |  |
| إيرباص إيه 321 إل أر                  | 5         | —      | 16           | 172        | 188        |                                        |  |
| بوينغ 757                             | 2         | —      | 26           | 158        | 184        |                                        |  |
| بوينغ 757                             | 2         | —      | 22           | 168        | 190        |                                        |  |
| بوينغ 767                             | 7         | —      | 18           | 246        | 264        | طائرة واحدة تعمل لحساب حكومة أوزبكستان |  |
| بوينغ 767                             | 7         | —      | 15           | 232        | 247        | طائرة واحدة تعمل لحساب حكومة أوزبكستان |  |
| بوينغ 787                             | 4         | 3      | 24           | 222        | 246        |                                        |  |
| بوينغ 787                             | 4         | 3      | 24           | 246        | 270        |                                        |  |
| أسطول شحن الخطوط الجوية الأوزبكستانية |           |        |              |            |            |                                        |  |
| بوينغ 767                             | 2         | —      | الشحن        | الشحن      | الشحن      |                                        |  |
| المجموع                               | 32        | 7      |              |            |            |                                        |  |

### الأسطول التاريخي
قامت الخطوط الجوية الأوزبكية سابقًا بتشغيل الطائرات التالية:
- إيرباص إيه 300[15]
- Airbus A310-300[25]
- أنتونوف أن-24 بي[26]
- أنتونوف أن-24 بي في[26]
- بريتش ايروسبيس 146[26]
- إليوشن إل-62[26]
- إليوشن إل-62 إم[26]
- إليوشن إي أل-76[26]
- إليوشن إي أل-86[26]
- إليوشن إي أل-114[27]
- توبوليف تو 154 بي[26]
- توبوليف تو 154 إم[26]
- ياكوفليف ياك-40[26]

## وصلات خارجية
- الموقع الرسمي للشركة (بالإنجليزية)
- تفاصيل أسطول الخطوط الجوية الأوزبكستانية (بالإنجليزية)